# Forecasting Love and Weather
Forecasting Love and Weather (hangul: 기상청 사람들: 사내연애 잔혹사 편) (bra: Clima do Amor) é uma série de televisão sul-coreana de 2022 dirigida por Cha Young-hoon, com Park Min-young, Song Kang, Yoon Park e Yura em papéis principais. O drama gira em torno de uma alegre história de amor entre os funcionários da Administração Meteorológica da Coreia e suas vidas cotidianas no trabalho. Ela estreou na JTBC em 12 de fevereiro de 2022, e foi ao ar todos os sábados e domingos às 22h30 (KST), totalizando 16 episódios. A série está disponível na Netflix.
Forecasting Love and Weather ficou durante 7 semanas consecutivas na lista semanal Global Top 10 de programas de TV internacionais mais assistidos da Netflix, entre 21 de fevereiro a 3 abril.

## Sinopse
Dentro de um centro meteorológico, o amor se torna difícil de prever para uma meteorologista diligente e seu colega de trabalho bem-humorado.

## Elenco e personagens

### Principal
- Park Min-young como Jin Ha-kyung[9]
  - Park Seo-kyung como Jin Ha-kyung jovem

Chefe geral da 2ª Divisão da Administração Meteorológica da Coreia (KMA).
- Song Kang como Lee Shi-woo[10]

Responsável pela Divisão de Reportagens Especiais 2 da KMA.
- Yoon Park como Han Ki-joon, noivo de Jin Ha-kyung[11]

Porta-voz da KMA.
- Yura como Chae Yoo-jin[12]

Repórter meteorológica de um jornal.

### De apoio

#### Pessoas no centro meteorológico
- Lee Sung-wook como Eom Dong-han[13]

Chefe sênior do Departamento Geral 2.
- Moon Tae-yu como Shin Seok-ho[14]

Meteorologista local que trabalha no Departamento Geral 2.
- Yoon Sa-bong como Oh Myung-joo[15]

Chefe da Equipe de Análise 2 da KMA. Ela é mãe de dois filhos e possui problemas conjugais.
- Chae Seo-eun como Kim Soo-jin[16]

Analista temporário que tornou-se funcionário público com excelentes notas.
- Kwon Hae-hyo como Ko Bong-chan[13]

Chefe do Departamento de Previsão no escritório central de Seul.
- Bae Myung-jin como Park Joo-moo[17][18]

Um oficial que ajuda Go Bong-chan.
- Lee Tae-gum como meteorologista local, membro da Agência Meteorológica da Coreia.[19][20]

#### Pessoas ao redor de Jin Ha-kyung
- Kim Mi-kyung como Bae Soo-ja[21]

Mãe de Jin Ha-kyung.
- Jung Woon-sun como Jin Tae-kyung[22]

Irmã mais velha de Jin Ha-kyung e uma escritora de histórias infantis.

#### Pessoas fora do centro metereológico
- Jang So-yeon como Lee Hyang-rae[23]

Esposa de Eom Dong-han.
- Lee Seung-joo como Eom Bomi[22]

Filha adolescente de Eom Dong-han.
- Jeon Bae-soo como Lee Myung-han, pai de Lee Shi-woo[24]

### Participações especiais
- Seo Jeong-yeon como Seong Mi-jin[25]

Chefe geral do Centro de Tufões de Jeju
- Yoon Bok-in como mãe de Chae Yoo-jin
- Seo Hyun-chul como padrasto de Chae Yoo-jin

## Episódios
| N.º | Título                           | Lançamento              |
| --- | -------------------------------- | ----------------------- |
| 1   | "Sinal"                          | 12 de fevereiro de 2022 |
| 2   | "Sensação térmica"               | 13 de fevereiro de 2022 |
| 3   | "Virada de estação"              | 19 de fevereiro de 2022 |
| 4   | "Visibilidade"                   | 20 de fevereiro de 2022 |
| 5   | "Tempestade localizada"          | 26 de fevereiro de 2022 |
| 6   | "Fenômeno da ilha de calor"      | 27 de fevereiro de 2022 |
| 7   | "Alerta de ozônio"               | 5 de março de 2022      |
| 8   | "Índice de desconforto"          | 6 de março de 2022      |
| 9   | "Changma seco (Época de chuvas)" | 12 de março de 2022     |
| 10  | "Noite tropical"                 | 13 de março de 2022     |
| 11  | "1°C"                            | 19 de março de 2022     |
| 12  | "Zona de variação"               | 20 de março de 2022     |
| 13  | "Cenário 1, 2, 3"                | 26 de março de 2022     |
| 14  | "Anticiclone migratório"         | 27 de março de 2022     |
| 15  | "Conjunto"                       | 2 de abril de 2022      |
| 16  | "As respostas do amanhã"         | 3 de abril de 2022      |

## Produção
Em março de 2021, foi relatado que Cha Young-hoon dirigirá a série criada pelo grupo Gline, com a ajuda do roteirista Kang Eun-kyung. Durante o mesmo período, Park Min-young e Song Kang estavam considerando participar na produção como protagonistas. Em maio de 2021, Yura e Yoon Park também se juntaram ao elenco da série.
Kim Mi-kyung e Park Min-young interpretam os papéis de mãe e filha pela quarta vez. Antes dessa série, elas haviam aparecidos juntas em Running, Sungkyunkwan Scandal e Her Private Life. Elas também participaram em Healer (2014) da KBS.
Em 19 de outubro de 2021, Park Min-young postou fotos do local de gravação em suas redes sociais.
Em 5 de março de 2022, foi confirmado que o ator Yoon Park havia testado positivo para COVID-19. Ele tinha um kit de autodiagnóstico em 4 de março antes de confirmar positivo para a doença. Ele fez o teste PCR (reação em cadeia da polimerase) imediatamente após o término das filmagens da série. A grade de transmissão do drama parece não ter sido alterada ou interrompida.

## Trilha sonora

### Parte 1
| Lançado em 20 de fevereiro de 2022 |                             |                |                 |                |         |  |
| N.º                                | Título                      | Letras         | Música          | Artista        | Duração |  |
| 1.                                 | "Melting" (사르르쿵)        | Cheeze         | Cheeze Midnight | Cheeze         | 3:06    |  |
| 2.                                 | "Melting" (사르르쿵; Inst.) |                | Cheeze Midnight |                | 3:06    |  |
| Duração total:                     | Duração total:              | Duração total: | Duração total:  | Duração total: | 6:12    |  |

### Parte 2
| Lançado em 27 de fevereiro de 2022 |                                    |                |                |                |         |  |
| N.º                                | Título                             | Letras         | Música         | Artista        | Duração |  |
| 1.                                 | "Mind Warning" (마음주의보)        | Gaemi Yoda     | Kim Se-jin     | Onew           | 3:49    |  |
| 2.                                 | "Mind Warning" (마음주의보; Inst.) |                | Kim Se-jin     |                | 3:49    |  |
| Duração total:                     | Duração total:                     | Duração total: | Duração total: | Duração total: | 7:39    |  |

### Parte 3
| Lançado em 6 de março de 2022 |                       |                |                |                |         |  |
| N.º                           | Título                | Letras         | Música         | Artista        | Duração |  |
| 1.                            | "Promise You"         | Gaemi Midnight | Gaemi          | Kyuhyun        | 4:11    |  |
| 2.                            | "Promise You" (Inst.) |                | Gaemi          |                | 4:11    |  |
| Duração total:                | Duração total:        | Duração total: | Duração total: | Duração total: | 8:22    |  |

### Parte 4
| Lançado em 12 de março de 2022 |                                                     |                |                     |                |         |  |
| N.º                            | Título                                              | Letras         | Música              | Artista        | Duração |  |
| 1.                             | "Something Precious" (사소중한 게 생겼나 봐)        | Yang Jae-sun   | Abe Song Glody Raid | Rothy          | 3:29    |  |
| 2.                             | "Something Precious" (사소중한 게 생겼나 봐; Inst.) |                | Abe Song Glody Raid |                | 3:29    |  |
| Duração total:                 | Duração total:                                      | Duração total: | Duração total:      | Duração total: | 6:58    |  |

### Parte 5
| Lançado em 13 de março de 2022 |                                                      |                |                |                |         |  |
| N.º                            | Título                                               | Letras         | Música         | Artista        | Duração |  |
| 1.                             | "The Day You were Falling" (니가 내리는 날에)        | Gaemi Midnight | Gaemi          | John Park      | 4:24    |  |
| 2.                             | "The Day You were Falling" (니가 내리는 날에; Inst.) |                | Gaemi          |                | 4:24    |  |
| Duração total:                 | Duração total:                                       | Duração total: | Duração total: | Duração total: | 8:48    |  |

### Parte 6
| Lançado em 19 de março de 2022 |                                                       |                |                |                |         |  |
| N.º                            | Título                                                | Letras         | Música         | Artista        | Duração |  |
| 1.                             | "I Love You This Much" (이만큼 난 너를 사랑해)        | Gadle Gat      | Gat            | Punch          | 3:42    |  |
| 2.                             | "I Love You This Much" (이만큼 난 너를 사랑해; Inst.) |                | Gat            |                | 3:42    |  |
| Duração total:                 | Duração total:                                        | Duração total: | Duração total: | Duração total: | 7:24    |  |

### Parte 7
| Lançado em 20 de março de 2022 |                                                   |                |                |                |         |  |
| N.º                            | Título                                            | Letras         | Música         | Artista        | Duração |  |
| 1.                             | "Even If It Hurts A Little More" (조금 더 아파도) | Gadle Gat      | Gat, Midnight  | Kim Na-young   | 3:56    |  |
| 2.                             | "Even If It Hurts A Little More" (Inst.)          |                | Gat, Midnight  |                | 3:56    |  |
| Duração total:                 | Duração total:                                    | Duração total: | Duração total: | Duração total: | 7:52    |  |

### Parte 8
| Lançado em 27 de março de 2022 |                                      |                |                  |                |         |  |
| N.º                            | Título                               | Letras         | Música           | Artista        | Duração |  |
| 1.                             | "Abnormal Climate" (이상기후)        | Giriboy        | Giriboy Basecamp | Giriboy        | 4:06    |  |
| 2.                             | "Abnormal Climate" (이상기후; Inst.) |                | Giriboy Basecamp |                | 4:06    |  |
| Duração total:                 | Duração total:                       | Duração total: | Duração total:   | Duração total: | 8:12    |  |

### Parte 9
| Lançado em 2 de abril de 2022 |                           |                |                                               |                |         |  |
| N.º                           | Título                    | Letras         | Música                                        | Artista        | Duração |  |
| 1.                            | "Open Your Heart"         | Heo Seong-jin  | Heo Seong-jin Maria Marcus Louise Frick Sveen | Lyn            | 3:45    |  |
| 2.                            | "Open Your Heart" (Inst.) |                | Heo Seong-jin Maria Marcus Louise Frick Sveen |                | 3:45    |  |
| Duração total:                | Duração total:            | Duração total: | Duração total:                                | Duração total: | 7:30    |  |

## Audiência
| Temporada | Temporada | Ep. 1 | Ep. 2 | Ep. 3 | Ep. 4 | Ep. 5 | Ep. 6 | Ep. 7 | Ep. 8 | Ep. 9 | Ep. 10 | Ep. 11 | Ep. 12 | Ep. 13 | Ep. 14 | Ep. 15 | Ep. 16 | Audiência |
| --------- | --------- | ----- | ----- | ----- | ----- | ----- | ----- | ----- | ----- | ----- | ------ | ------ | ------ | ------ | ------ | ------ | ------ | --------- |
|           | 1         | 1,103 | 1,306 | 1,692 | 1,812 | 1,406 | 1,615 | 1,677 | 1,785 | 1,503 | 1,844  | 1,747  | 1,799  | 1,718  | 1,634  | 1,315  | 1,627  | 1,599     |

| Ep. | Data de transmissão original | Parcela média de audiência (Nielsen Korea) | Parcela média de audiência (Nielsen Korea) |
| Ep. | Data de transmissão original | Nacional                                   | Seul                                       |
| --- | ---------------------------- | ------------------------------------------ | ------------------------------------------ |
| 1 | 12 de fevereiro de 2022      | 4.514% (3º)                                | 5.557% (2º)                                |
| 2 | 13 de fevereiro de 2022      | 5.455% (1º)                                | 5.998% (1º)                                |
| 3 | 19 de fevereiro de 2022      | 6.787% (1º)                                | 7.342% (1º)                                |
| 4 | 20 de fevereiro de 2022      | 7.849% (1º)                                | 9.046% (1º)                                |
| 5 | 26 de fevereiro de 2022      | 6.103% (2º)                                | 7.333% (1º)                                |
| 6 | 27 de fevereiro de 2022      | 7.007% (1º)                                | 8.120% (1º)                                |
| 7 | 5 de março de 2022           | 6.448% (2º)                                | 7.401% (1º)                                |
| 8 | 6 de março de 2022           | 7.514% (1º)                                | 8.723% (1º)                                |
| 9 | 12 de março de 2022          | 6.421% (2º)                                | 7.236% (2º)                                |
| 10 | 2022-3-13                    | 7.555% (2º)                                | 8.805% (1º)                                |
| 11 | 19 de março de 2022          | 7.232% (2º)                                | 8.473% (2º)                                |
| 12 | 20 de março de 2022          | 7.618% (2º)                                | 8.521% (1º)                                |
| 13 | 26 de março de 2022          | 7.068% (2º)                                | 8.203% (2º)                                |
| 14 | 27 de março de 2022          | 6.828% (1º)                                | 7.578% (1º)                                |
| 15 | 2 de abril de 2022           | 5.650% (2º)                                | 6.113% (2º)                                |
| 16 | 3 de abril de 2022           | 7.344% (1º)                                | 8.316% (1º)                                |
| Média | Média                        | 6.712%                                     | 7.673%                                     |
| - Na tabela acima, os números em azul representam a audiência média mais baixa e os números em vermelho representam a audiência média mais alta. - Este drama foi ao ar em um canal a cabo/TV paga que normalmente tem uma audiência relativamente menor em comparação com a TV aberta/emissoras públicas (KBS, SBS, MBC e EBS). |                              |                                            |                                            |